# Mikkeli

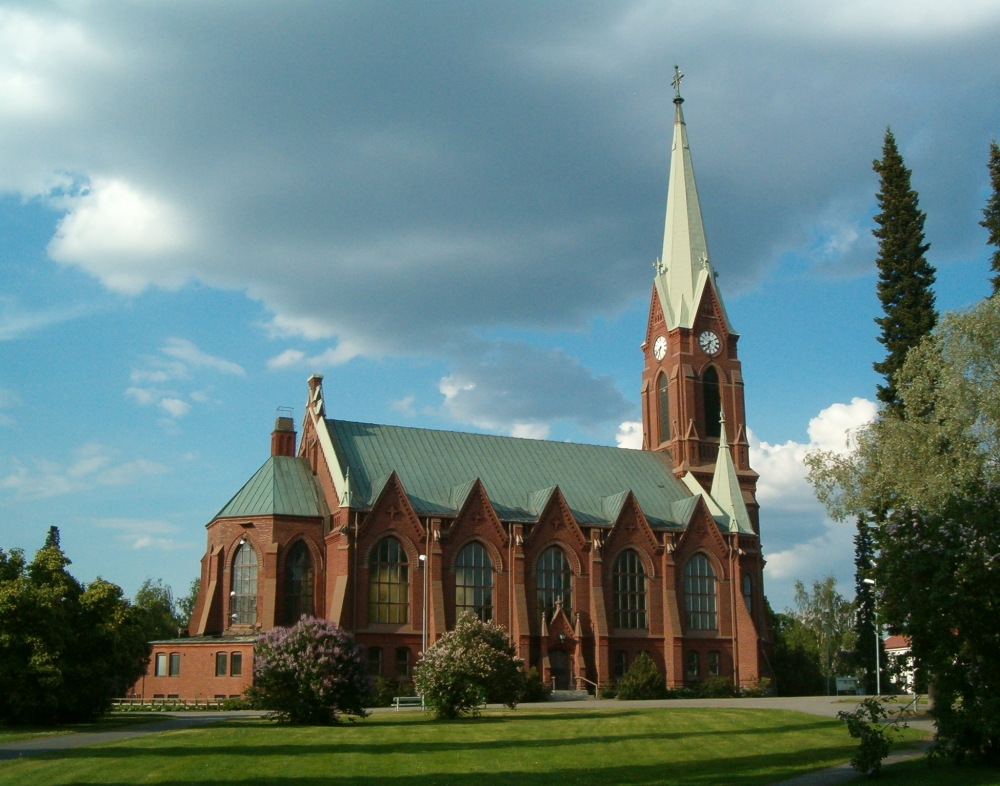
A catedral de Mikkeli.

Mikkeli (sueco S:t Michel) é uma cidade e município da Finlândia, capital da região da Savônia do Sul na província da Finlândia Oriental. Mikkeli tem cerca de 46.500 habitantes e uma área de 1.622,11 km².
O idioma dominante na cidade é o Finlândês, havendo apenas cerca de 0,2% de falantes de Sueco.
Durante a segunda guerra mundial, Mikkeli foi o quartel general do exército finlandês.
Em 1969, foi inaugurado o instituto politécnico de Mikkeli, inicialmente sediado em antigas instalações do exército russo. Embora tenham já sido construídas novas instalações, as antigas continuam a ser usadas. Em 2002, tornou-se universidade, recebendo cerca de 4500 alunos de todo o mundo por ano, constituindo o maior empregador da cidade, oferecendo 400 postos de trabalho docente e 900 postos de trabalho não docente.
A cidade possui um aeroporto próprio, para voos domésticos, uma estação de comboios e uma sala de espectáculos, construída em 1988, para comemorar os 150 anos de Mikkeli como cidade. Todos os anos, esta sala é palco do festival internacional de música de Mikkeli.
A catedral de Mikkeli é um dos seus monumentos mais conhecidos.